# Avant post
 (octobre 2014).

Avant Post est un mouvement littéraire et artistique fondé le 11 juillet 1996 à Hauteville-sur-Mer par plusieurs jeunes poètes, artistes et écrivains regroupés dans les années précédentes autour d'Alain Jouffroy : Malek Abbou, Christophe Béguin, Samuel Dudouit, Pablo Duran, Valérie Rochet.

## Historique
Démissionnaires de la revue Supérieur Inconnu fondée par Alain Jouffroy et Sarane Alexandrian sur les dernières brisées du surréalisme, ils fondent l'année suivante les revues Avant Post, largement ouverte à l'avant-garde internationale, et Aurora, nouvelle version d'une publication plus modeste fondée par Béguin et Duran dès 1993, plus confidentielle mais également plus originale.
Avant Post, "né d’une hostilité existentielle à l’illusionnisme publicitaire, à la dénégation nihiliste de l’Histoire, et à la compression technique du temps. (…) antonyme parfait du paradigme post-moderne, devenu la justification protocolaire du mondialisme marchand" ("troisième pneumatique" in avant post n°3), a trouvé à s'exprimer sous la forme de publications, lectures, expositions diverses, entre autres au sein de la collection "R". 
Augmenté en 1999 et 2000 de la collaboration de Lucas Hees et Laurent Perez, il s'essaie alors à un dialogue infructueux avec les autres tendances de la modernité française. Dissolution le 14 octobre 2006 à Paris. D'anciens membres du mouvement se sont retrouvés autour de la revue Possibilities, qui n'a connu que deux numéros.

### Œuvres des membres d'Avant Post
- Malek Abbou, Métanoïa, Hachette, 200) ; Vies de P.H. Fawcett, éditions Impeccables, 2011 ; Métaphysique du dollar, Fage Éditions, 2012
- Christophe Béguin, Seul œil de lune, hors collection, 1996 ; Guerre de beauté, éditions Impeccables, 2011
- Samuel Dudouit et Christian Bouillé, La Déchirure du je, collection R, 1996
- Samuel Dudouit et Vladimir Veličković, Retour de nuit, collection R, 1999
- Pablo Durán et un peintre inconnu, Pourquoi je ne suis pas éditeur, collection R, 1999
- Pablo Durán, (avec A. Jouffroy et P. Kral), Christian Bouillé : les choses nous pensent, Yeo, 2000
- Pablo Durán, Gozo Yoshimasu : a drop of light (introduction Jonas Mekas), Fage Éditions 2005
- Pablo Durán, La Conférence de Vanves, éditions Impeccables, 2011
- Lucas Hees, Moi, Ezra Pound, déjà pendu par les talons à Milan, Le Rocher, 2005
- Lucas Hees, Précis de dynamitage, anthologie électrique, La Différence, 2005
- Pour Daniel Pommereulle (sous la direction de Lucas Hees), éditions Impeccables, 2013
- Valérie Rochet, catalogue d'exposition, 1998
- Pablo Duran et Valérie Rochet "L'absence de mai 68 crève les yeux" (h.c. 2002)

### Autres publications
- Michel Bulteau et Touhami Ennadre, Poet's life III, collection R, 2000
- Alain Jouffroy, Onze portraits poètes, collection externet, 2001
- Alain Jouffroy, Onze poèmes des onze, collection externet, 2001
- Matthieu Messagier et Enrico Baj, Un Carnet du dedans, éditions de l'URDLA, collection Avant Post, 2002
- Gôzô Yoshimasu et Daniel Pommereulle, Antique observatoire, collection R, 2001
- Fovéa, catalogue d'exposition, galerie Pascal Gabert à Paris, 1998